# Herna Verhagen
Hendrica (Herna) Verhagen (Veghel, 30 juni 1966) is een Nederlandse bestuurder en van 2012 tot 2025 de CEO van PostNL. Zij was in 2012 de eerste Nederlandse vrouw die aan het hoofd stond van een aan de AEX genoteerd bedrijf.
In 2014 werd Verhagen door het feministische maandblad Opzij in de Opzij Top 100 uitgeroepen tot de invloedrijkste vrouw van Nederland.
In 2019 werd ze lid van de raad van commissarissen bij ING Bank en in 2022 bij Koninklijke Philips.
In november 2024 maakte Verhagen jaar vertrek bij PostNL bekend. Ze is afgetreden na de algemene aandeelhoudersvergadering van 15 april 2025 en is dertien jaar bestuursvoorzitter van het postbedrijf geweest.